# Medhi Remili
Medhi Remili es un deportista francés que compitió en ciclismo en la modalidad de BMX. Ganó una medalla de plata en el Campeonato Europeo de Ciclismo BMX de 2003.

## Palmarés internacional
| Campeonato Europeo | Campeonato Europeo | Campeonato Europeo | Campeonato Europeo |
| Año                | Lugar              | Medalla            | Competición        |
| ------------------ | ------------------ | ------------------ | ------------------ |
| 2003               | Vallet (Francia)   | Medalla de plata   | Carrera            |